# 激情 (工藤静香の曲)
「激情」（げきじょう）は、工藤静香通算28枚目のシングル。1996年11月7日発売。発売元はポニーキャニオン。

## 解説
フジテレビ系ドラマ『ゆずれない夜』の主題歌。工藤も出演した。歌詞にも「ゆずれない夜に」というフレーズが登場する。脚本を読んだ工藤が「これは中島みゆきさんに（曲を）作っていただきたい」と思い直々に手紙を書き依頼。中島から詞・曲共に楽曲提供を受けた初作品。それまでは詞のみ（曲は後藤次利）。編曲の瀬尾一三は中島のブレーン・スタッフであり、提供曲で中島作品同様に瀬尾がアレンジまで手掛けた作品は非常に稀有。サビの部分は中島が起こした譜面と若干違うが、中島が敢えて違った歌い方をするよう指導。中島が1997年に開催したコンサートツアー『パラダイス・カフェ』で中島による「激情」が披露されている。2025年現在、セルフカバー音源がCD化されていない。

## 収録曲
1. 激情 （4:39）
  - 作詞・作曲：中島みゆき　編曲：瀬尾一三
2. 長い髪 （4:51）
  - 作詞：愛絵理　作曲：松本俊明　編曲：松浦晃久
3. 激情 （less vocal）

## 収録アルバム
- 激情
  - DRESS （12th アルバム）
  - She Best of Best
  - ミレニアム・ベスト
  - Shizuka Kudo 20th Anniversary the Best
  - MY PRECIOUS -Shizuka sings songs of Miyuki-
- 長い髪
  - 20th Anniversary B-side collection